# Iúri Leitão
Iúri Gabriel Dantas Leitão (Viana do Castelo, 3 juli 1998) is een Portugees baan- en wegwielrenner.

## Carrière
Tijdens de Europese kampioenschappen baanwielrennen 2020 won Leitão de scratch, werd hij tweede op de afvalkoers en behaalde hij een derde plaats in het omnium. Op de Europese kampioenschappen van 2022 en 2024 won hij ook goud bij de scratch. Zijn eerste gouden medaille op een wereldkampioenschap won hij in 2023, op het onderdeel omnnium. Een jaar later won hij zilver bij zijn eerste deelname aan de Olympische Spelen op het onderdeel omnium. Enkele dagen later won hij verrassenderwijs de koppelkoers op dezelfde Olympische Spelen, die reed hij samen met Rui Oliveira.

## Palmares

### Baanwielrennen
| Jaar  | NK                                                       | EK                            | WK         | OS                  | WB                                    | Overig |
| Elite | Elite                                                    | Elite                         | Elite      | Elite               | Elite                                 | Elite |
| ----- | -------------------------------------------------------- | ----------------------------- | ---------- | ------------------- | ------------------------------------- | --- |
| 2018  | scratch                                                  |                               |            |                     |                                       | |
| 2019  | ploegkoers                                               |                               |            |                     |                                       | |
| 2020  | scratch · achtervolging · puntenkoers                    | scratch · ploegkoers · omnium |            |                     |                                       | |
| 2021  | omnium · ploegkoers                                      | puntenkoers · ploegkoers      | afvalkoers |                     | St.-Petersburg: · omnium · ploegkoers | Londen: afvalkoers                                                                                                   |
| 2022  | ploegkoers · scratch · omnium · puntenkoers              | scratch                       |            |                     |                                       | |
| 2023  |                                                          |                               | omnium     |                     | Milton: · ploegkoers                  | Trofeu Sunlive: omnium en ploegkoers Trofeu Jose Bento Pessoa: omnium en ploegkoers Trofeu Alves Barbosa: ploegkoers |
| 2024  | afvalkoers · omnium · ploegkoers · puntenkoers · scratch | scratch                       |            | ploegkoers · omnium | Milton: · ploegkoers                  | Troféu Internacional de Anadia: ploegkoers en puntenkoers                                                            |
| 2025  |                                                          | puntenkoers · scratch         |            |                     |                                       | |

### Wegwielrennen
2021 - 2 zeges
2e en 3e etappe Ronde van Alentejo
Puntenklassement Ronde van Alentejo
2022 - 1 zege
2e etappe Ronde de l'Oise
2023 - 5 zeges
3e etappe Ronde van Griekenland
Eind- en puntenklassement Ronde van Griekenland
2e en 3e etappe Ronde van Cova da Beira
2e etappe CRO Race
2024 - 3 zeges
5e etappe Ronde van Alentejo
Puntenklassement Ronde van Alentejo
2e etappe Ronde van Cova da Beira
1e etappe A Ronde van Griekenland (ITT)
2025 - 1 zege
Trofeo Palma

## Ploegen
- 2021 –  Tavfer-Measindot-Mortágua
- 2022 –  Caja Rural-Seguros RGA
- 2023 –  Caja Rural-Seguros RGA
- 2024 –  Caja Rural-Seguros RGA
- 2025 –  Caja Rural-Seguros RGA

2000: Brett Aitken & Scott McGrory ·
2004: Stuart O'Grady & Graeme Brown ·
2008: Juan Curuchet & Walter Pérez ·
2020: Lasse Norman Hansen & Michael Mørkøv ·
2024: Iúri Leitão & Rui Oliveira
Amezqueta · Aular · Bagües · Barceló · Barrenetxea · Calle · Cepeda · Cuadros · Etxeberria · García · González · Johnston · Lastra · Leitão · Martín · Murguialday · Nicolau · Nieve · Pira · Prades ·Schlegel  · Balderstone (stagiair) · López de Abetxuko (stagiair) · López (stagiair)
Amezqueta · Aular · Babor · Balderstone · Barceló · Barrenetxea · Bárta · Cepeda · Etxeberria · García · González · Hailemichael · Johnston · Leitão · López · Martín · Murguialday · Nicolau · Pira · Prades ·Schlegel  · Sorarrain (vanaf 31/7) · Guardeño (stagiair) · Ibáñez (stagiair) · Silva (stagiair)
Arriola-Bengoa · Aular · Babor · Balderstone · Barceló · Bárta · Berwick · Cepeda · Etxeberria 
· Fernández · González · Guardeño · Hailemichael · Johnston · Leitão · López · Murguialday · Nicolau · Prades ·Schlegel · Silva · Sorarrain · Díaz (stagiair) · Ibáñez (stagiair)